# GamesRadar+
GamesRadar+ (trước đây là GamesRadar) là một trang web giải trí cung cấp tin tức, bài giới thiệu và bài đánh giá các trò chơi điện tử thuộc sở hữu của Future Mỹ (công ty con của Future plc). Cuối năm 2014, các trang web do Future Publishing sở hữu Total Film, SFX, Edge và Computer and Video Games được hợp nhất vào GamesRadar, và trang web mới được đổi tên thành GamesRadar+ vào tháng 11 cùng năm.

## Định dạng và phong cách
GamesRadar+ đăng tải nhiều bài viết mỗi ngày, bao gồm tin tức, bài đánh giá và bài giới thiệu các trò chơi điện tử, cũng như bài phỏng vấn các nhà phát hành và phát triển trò chơi điện tử. Một trong những tính năng của trang web là danh sách "Top 7" của họ, một bảng đếm ngược hàng tuần trình bày chi tiết các khía cạnh tiêu cực của trò chơi điện tử, ngành và/hoặc văn hóa. Hiện nay, tạp chí nổi tiếng với các danh sách chi tiết nhất được phân đoạn theo thể loại, hệ máy hoặc chủ đề. Những danh sách này được chia thành danh sách tồn tại, dành cho máy game và hệ máy vẫn đang hoạt động, và danh sách kế thừa, dành cho máy game và hệ máy không còn là mục tiêu phát triển trò chơi thương mại.

## Lịch sử
Tháng 12 năm 2007, bang Texas khởi kiện Future Mỹ vì cáo buộc rằng công ty đã vi phạm đạo luật bảo vệ quyền riêng tư của trẻ em trên mạng bằng việc thu thập thông tin của trẻ em dưới 13 tuổi thông qua GamesRadar mà không thông báo cho bố mẹ. Theo đó trang web "đã không yêu cầu sự đồng ý của bố mẹ khi thu thập thông tin cá nhân của trẻ em." Vụ kiện được dàn xếp vào tháng 3 năm 2008, tuy nhiên chi tiết vụ kiện không được công khai.
Đến tháng 2 năm 2012, nhiều nhà báo và biên tập viên lâu năm của trang web đã bị cho thôi việc hoặc chuyển sang các công việc khác. Tháng 12 năm 2012, Keith Walker trở thành tổng biên tập mới của Future Publishing cũng như GamesRadar. Đến tháng 12 năm 2012, trang web đã được thiết kế lại hoàn toàn với cấu trúc vào giao diện mới.
Tháng 5 năm 2014, xuất hiện thông tin Future Publishing có dự định đóng cửa các trang web của Edge và Computer and Video Games cũng như một số tạp chí trò chơi điện tử khác của mình. Tháng 9 năm 2014, hai trang web liên kết với GamesRadar là Total Film và SFX hợp nhất vào GamesRadar, và trang web mới đổi tên thành GamesRadar+ vào tháng 11. Tháng 12 năm 2014, sau một thời gian ngừng hoạt động Edge và Computer and Video Games được công bố là cũng sẽ hợp nhất vào GamesRadar+.
Tháng 2 năm 2016, Daniel Dawkins được công bố nhận chức vụ tổng biên tập toàn cầu của GamesRadar+. Năm 2019, ông trở thành Giám đốc Nội dung Trò chơi điện tử và Phim điện ảnh của Future, và Sam Loveridge thay thế vai trò biên tập viên. Tháng 5 năm 2019, Rachel Weber được bổ nhiệm vị trí trưởng ban biên tập.
Năm 2020, trang web truyện tranh Newsarama trở thành một phần của GamesRadar+.